# Savarna (djur)
Savarna är ett släkte av spindlar. Savarna ingår i familjen dallerspindlar.
Kladogram enligt Catalogue of Life:
| Savarna | \| \| Savarna baso \| \| \| \| \| \| Savarna tesselata \| \| \| \| \| \| Savarna thaleban \| \| \| \| |
|         | \| \| Savarna baso \| \| \| \| \| \| Savarna tesselata \| \| \| \| \| \| Savarna thaleban \| \| \| \| |
|         | Savarna baso                                                                                          |
|         | |
|         | Savarna tesselata                                                                                     |
|         | |
|         | Savarna thaleban                                                                                      |
|         | |